# Twilight of the Gods
Twilight of the Gods is het zesde studioalbum van de Zweedse band Bathory. Het album zette de lijn door van het in 1990 verschenen album Hammerheart, waarop Bathory de vikingmetalstijl had ontwikkeld.
Op Twilight of the Gods werd de stijl songtechnisch en productioneel verbeterd. Zanger-gitarist Quorthon zong op deze plaat voor het eerste zonder een vervormde (schreeuwende/krijsende) stem en het gebruik van akoestische gitaar nam flink toe.
Het album sloot af met het nummer 'Hammerheart', een orkestrale compositie van Gustav Holst waarover Quorthon een tekst zong.

## Composities
| 1.                 | Prologue - Twilight of the Gods - Epilogue | 14:02 |
| 2.                 | Through Blood by Thunder                   | 6:15  |
| 3.                 | Blood and Iron                             | 10:25 |
| 4.                 | Under the Runes                            | 5:59  |
| 5.                 | To Enter Your Mountain                     | 7:37  |
| 6.                 | Bond of Blood                              | 7:35  |
| 7.                 | Hammerheart                                | 4:57  |
| Totale duur: 56:50 |                                            |       |

Er zijn versies van de cd van dit album waarop de nummer 1 t/m 3 als één track aanwezig zijn.

## Bezetting
- Quorthon - gitaar